# 天津市第二十一中学
天津市第二十一中学，简称天津二十一中，始建于1895年，前身是紫竹林教堂创办的法国学堂。1902年改名为天津法租界工部局学校；1916年迁至西开教堂旁，并改名为天津市私立法汉学校(法漢中学)。1952年，被天津市政府接管为公立学校，更名为天津市第二十一中学。
于2012年迁往和平区贵州路92号新校址，同时设有初中部和高中部。

## 历史沿革

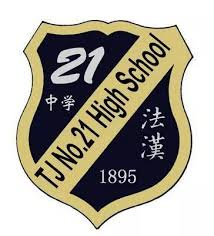
天津市第二十一中学校徽
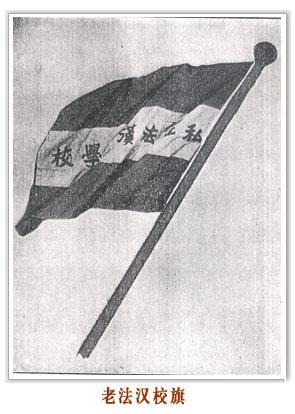
法汉学校校旗

1895年，法国驻华大使及驻津总领事授意紫竹林教堂创办法国学堂，初设法语课程，培养华人法语人才。1902年，更名为工部局学校，归属天津法租界工部局管理。1916年，迁至西宁道西开教堂旁，校名改为法汉学校，法文名称仍为 École Municipale Française。抗战至民国期间，学校虽数度更名，管理权始终归属法国工部局，由天主教圣母文学会修士主理。
1952年，天津市人民政府接管学校，改为公立中学，定名为天津市第二十一中学。1978年，确定为天津市和平区区级重点中学。1995年，晋升为天津市市级重点中学。2004年，被批准为天津市首批示范性高级中学。
2012年9月，新校区在和平区贵州路92号建成并投入使用。

## 校友
科学家刘钝，乒乓球运动员郝帅，演员张子健等